# Джованні Анджело Беччу
Джованні Анджело Беччу (італ. Giovanni Angelo Becciu; нар. 2 червня 1948, Паттада) — італійський кардинал, титулярний архієпископ Розелле з 15 жовтня 2001 по 29 червня 2018. Апостольський нунцій в Анголі з 15 жовтня 2001 по 23 липня 2009 року, апостольський нунцій на Кубі з 23 липня 2009 по 10 травня 2011 року, заступник державного секретаря Святого Престолу у загальних справах з 10 травня 2011 по 29 червня 2018. Префект Конгрегації в справах святих з 1 вересня 2018 до 24 вересня 2020. Кардинал-диякон з титулярною дияконією Сан-Ліно з 29 червня 2018.

## Кардинал
20 травня 2018 року Папа Римський Франциск оголосив, що 14 прелатів будуть піднесені до гідності кардиналів на консисторії 28 червня 2018 року, серед яких було названо ім'я архієпископа Джованні Анджело Беччу.
28 червня 2018 року Беччу піднесений до гідності кардинала-диякона з титулярною дияконією Сан-Ліно. 1 вересня 2018 року отримав призначення на префекта Конгрегації в справах святих.
24 вересня 2020 року Папа Франциск прийняв зречення кардинала Беччу з посади префекта Конгрегації в справах святих і від прав, пов'язаних із кардинальством. Йому залишено кардинальський титул, натомість він втратив можливість обіймати будь-які посади в Римській курії та брати участь у наступному конклаві.

## Нагороди
- Великий хрест ордена «За заслуги перед Італійською Республікою» (18 квітня 2015)[5]
- Великий офіцерський хрест ордена Зірки Румунії (2015)
- Командор ордена Почесного легіону (1 грудня 2016)